# Вагиль
Вагиль — река в России, протекает по Свердловской области. Левый приток реки Тавды.

## География
Река Вагиль вытекает из озера Большой Вагильский Туман. Течёт по болотистой местности вдали от населённых пунктов. Русло извилистое. Устье реки находится напротив населённого пункта Усть-Вагильская в 650 км по левому берегу реки Тавда. Длина реки — 117 км, площадь водосборного бассейна — 3830 км²

## Притоки
- 35 км: Осья
- 56 км: Лупта
- 87 км: Рынта

## Данные водного реестра
По данным государственного водного реестра России относится к Иртышскому бассейновому округу, водохозяйственный участок реки — Тавда от истока и до устья, без реки Сосьва от истока до водомерного поста у деревни Морозково, речной подбассейн реки — Тобол. Речной бассейн реки — Иртыш.
Код объекта в государственном водном реестре — 14010502512111200011505.